# YOUR ADVISORY BOARD
YOUR ADVISORY BOARD（ユアアドバイザリーボード、通称: ユアアド）は、日本の女性アイドルグループ。所属事務所はオフィスビット。

## 概要
Rega、betcover!!、OWl、FLOW等のアーティストを発掘してきた堀猛雄プロデュース。
グループ名は「推しに会いに行く」というイメージから命名。

## 来歴
2024年
- 04月01日、メンバー募集を開始[3][4][5][6][7][8]。
- 04月05日、楽曲"Golden Velvet"のデモ音源が公開[9]。
- 04月10日、"Golden Velvet"のデモ音源インストが公開[10]。
- 06月02日、オーディション終了。応募、スカウト、他薦含め、総数197人から選出[11]。
- 07月02日、デビューライブの詳細発表[12]。
- 07月07日、メンバー7人発表。音喜多うた、amiちゃん、藍沢ふうか、小毬あのん、彩音みゆ、七篠ふゆむ、椎夢かぢ[13][14][15][16][17][18][19][20][21][22][23][24]。
- 08月18日、渋谷WWWで行われた「CURIOSITY KEEP US CLEAN. Vol.1 - YOUR ADVISORY BOARD debut-」でデビューを果たす[25]。
- 10月06日、新曲「You'll Never Walk Alone」発表[26]
- 10月09日、1stデジタルシングル"Golden Velvet"音楽配信サイトにて配信開始[27]。
- 11月01日、「カラオケ まねきねこ」にて”まねきねこのお勧めアーティスト"として"Golden Velvet"が店内・JOYSOUNDのルームにてCM放送開始。[28]
- 11月06日、”Electric”音楽配信サイトにて配信開始。[29]
- 11月21日、彩音みゆの卒業を発表。[30]
- 12月11日、第3回定期公演をもって彩音みゆ卒業。6人体制となる。
- 12月13日、”耳鳴りが叫んでる”音楽配信サイトにて配信開始。

2025年
- 01月10日、カラオケ まねきねこ【まねきねこお勧めアーティスト】「耳鳴りが叫んでる」配信。

- 02月04日、FMたちかわ『アイドル第四会議室』vol.148-149に藍沢ふうか・小毬あのんゲスト出演。
- 03月19日、ドイツ公演の発表がされる。[31]
- 03月19日、”You'll Never Walk Alone”音楽配信サイトにて配信開始。
- 04月18日、椎夢かぢ、2025年6月26日(木)に開催される『YOUR ADVISORY BOARD定期公演 “Advisory Board Meeting Vol.8” - 椎夢かぢ 生誕祭 -』をもって、YOUR ADVISORY BOARDを卒業、オフィスビットを退所することを発表。[32]
- 06月13日、新メンバーオーディション開催を発表。[33]
- 06月13日、5th Digital Single "Dreaming Time"音楽配信サイトにて配信開始。[34]
- 06月20日、6th Digital Single "Future Girl"音楽配信サイトにて配信開始。[35]
- 06月26日、『YOUR ADVISORY BOARD定期公演 “Advisory Board Meeting Vol.8” - 椎夢かぢ 生誕祭 -』をもって、椎夢かぢがYOUR ADVISORY BOARDを卒業。
- 07月02日、1st EP “LOST IN TRANSFORMATION”を発売。[36]

## メンバー
| 名前                        | 誕生日  | 血液型 | 出身                   | 担当カラー | 趣味                                                      | 特技                                              | その他                                                                                           | ハッシュタグ                     |
| --------------------------- | ------- | ------ | ---------------------- | ---------- | --------------------------------------------------------- | ------------------------------------------------- | ------------------------------------------------------------------------------------------------ | -------------------------------- |
| 音喜多 うた おときた うた   | 3月18日 | AB型   | 佐賀県生まれ東京都育ち | 赤         | うた／X(旧Twitter)／動物と戯れる（主に犬）                | うた                                              |                                                                                                  | #音喜多本気部 #OTOKITERRR        |
| amiちゃん あみちゃん        | 4月29日 |        | アメリカ               | ピンク     | ピアノ／ギター／写真を撮ること                            | 英語／世界の国全部いえます                        |                                                                                                  | #amiちゃんの世界 #あみあみちゃん |
| 藍沢 ふうか あいざわ ふうか | 7月2日  |        | 愛知県                 | 紫         | 紫・黒い服集め                                            | 左手の親指がめっちゃ曲がる／エゴサ                |                                                                                                  | #藍沢ふうかのエキスパート        |
| 小毬 あのん こまり あのん   | 8月28日 | O型    | 秋田県                 | 黄         | 食べること／バスケ                                        | 縄跳び／ダンス                                    | あのんクイズより - 苦手な音：チャイムの音 - 嫌いな豆：インゲン豆（グリンピース） - 好きな月：9月 | #ちっちゃいあのん                |
| 七篠 ふゆむ ななしの ふゆむ | 2月20日 |        | 大阪府生まれ滋賀県育ち | 白         | 寝ること／カメラ／激辛／シーツカバー替え／UFOキャッチャー | 逆上がり／図画工作／裁縫／松屋の牛丼2分で食べれる |                                                                                                  | #ななしのにっし                  |

### 旧メンバー
| 名前                  | 誕生日  | 血液型 | 出身   | 担当カラー | 趣味                                       | 特技                                   | その他           | ハッシュタグ                        | 備考               |
| --------------------- | ------- | ------ | ------ | ---------- | ------------------------------------------ | -------------------------------------- | ---------------- | ----------------------------------- | ------------------ |
| 彩音 みゆ あやね みゆ | 2月14日 |        | 埼玉県 | 緑         |                                            |                                        |                  |                                     | 2024年11月21日卒業 |
| 椎夢 かぢ しいめ かぢ | 6月15日 | A型    | 川崎市 | 黒         | アニメを見ること／ギター／キティちゃん集め | ダンス／絵／早飲み／色んな自分になれる | 愛犬の名前ルビー | #かちかちかぢちゃん #不思議な夢と椎 | 2025年06月27日卒業 |

### リーダー
月ごとにリーダーをルーレットで決めている。
| 時期       | リーダー   |
| ---------- | ---------- |
| 2024年07月 | 小毬あのん |
| 2024年08月 | 音喜多うた |
| 2024年09月 | 藍沢ふうか |
| 2024年10月 | 椎夢かぢ   |
| 2024年11月 | 椎夢かぢ   |
| 2024年12月 | amiちゃん  |
| 2025年01月 | amiちゃん  |
| 2025年02月 | amiちゃん  |
| 2025年03月 | 小毬あのん |
| 2025年04月 | 七篠ふゆむ |
| 2025年05月 | amiちゃん  |
| 2025年06月 | 小毬あのん |
| 2025年07月 | 藍沢ふうか |
| 2025年08月 | 藍沢ふうか |

## 作品
公式Xより
- Golden Velvet：各音楽サイトリリース
- Electric：各音楽サイトリリース
- Future Girl：各音楽サイトリリース
- Dreaming Time：各音楽サイトリリース
- 耳鳴りが叫んでる：各音楽サイトリリース
- You'll Never Walk Alone[40]：各音楽サイトリリース
- DANCE DANCE REBELLION
- Lost In Transformation：各音楽サイトリリース

## ライブ
2024年
- 08月18日 - CURIOSITY KEEP US CLEAN. Vol.1 - YOUR ADVISORY BOARD debut - @shibuyaWWW
- 08月24日 - Emotional Saturday @青山RizM
- 08月27日 - AFTERS×YOUR ADVISORY BOARD「NEW DOORS」@渋谷Milky way
- 09月08日 - Fun!Fun!Fun! @渋谷RING
- 09月21日 - FUKUIN -福音- @渋谷スターラウンジ
- 09月21日 - ルナリウムTOUR TOKYO @渋谷スターラウンジ
- 09月22日 - Fun!Fun!Fun! @渋谷RING
- 09月23日 - FUKUIN -福音- @新宿Zirco Tokyo
- 10月01日 - FOUR SHOTS @新宿MARZ
- 10月10日 - 定期公演　“Advisory Board Meeting Vol.1” - 小毬あのん 生誕祭 - @下北沢ERA
- 10月13日 - Fun!Fun!Fun! @渋谷RING
- 10月16日 - BREAKING RECORD @下北沢Flowers LOFT
- 10月20日 - AFTERS Pre. ONE Coin Live「The Third Spell」@渋谷Milk Way
- 10月31日 - 肯定解放！ハロウィンSP @下北沢ADRIFT
- 11月03日 - YOUR ADVISORY BOARD “Temporary Advisory Board Meeting” 臨時 @SHIBUYA CRAWL
- 11月04日 - NANONI pre. 『find out RELEASE PARTY @SHIBUYA CRAWL
- 11月08日 - 定期公演 “Advisory Board Meeting Vol.2” @下北沢ERA
- 11月09日 - アイクル シモキタザワ 本祭 2024 @下北沢サーキット
- 11月17日 - ネクストカルチャーズDIVE @SHIBUYA DIVE
- 11月24日 - YOUR ADVISORY BOARD “Secret Release ? Party” 2MAN @新宿MARZ
- 11月28日 - なのにのちょっとこいや！ 七篠ふゆむトークイベント出演 @巣鴨IFNESS
- 12月01日 - 雨上がりのプラネット3周年記念Live @渋谷まねきねこ
- 12月08日 - KAWAii is not ENOUGH supported by エクストロメ @下北沢シャングリラ
- 12月11日 - 定期公演 “Advisory Board Meeting Vol.3” - Happy Xmas - @下北沢ERA
- 12月14日 - PUNKY RAD PINK KOI生誕祭 KOIにKOIする5秒前 @渋谷CLUB CRAWL
- 12月24日 - キミトライブvol.36 @渋谷DESEO
- 12月26日 - SPICE GIRLS vol.42 @Shinjuku ANTIKNOCK
- 12月29日 - SHIBUYAネクストカルチャーズ@SHIBUYA DESEO
- 12月29日 - Killer Tune SHIBUYA 2024 年末SP Vol.1@SHIBUYA CYCLONE / GARRET udagawa / CHIC HALL
- 12月30日 - AFTERS Presents.「Good Bye Dragon」@渋谷Milky Way
- 12月30日 - Killer Tune SHIBUYA 2024 年末SP Vol.2@SHIBUYA CYCLONE / GARRET udagawa
- 12月31日 - Killer Tune SHIBUYA 2024 ALL NIGHT SP@GARRET udagawa

2025年
- 01月05日 - SHIBUYAネクストカルチャーズ@SHIBUYA DESEO
- 01月09日 - MUSASABEAST 6@BUZZ Live 渋谷
- 01月12日 - FUKUIN -福音-@渋谷スターラウンジ
- 01月18日 - ネクストカルチャーズサーキット@SHIBUYA DESEO/DESEOmini
- 01月19日 - LIVEHOLIC presents. “恋せよ男子2025“ supported by 激ロック & Skream!@LIVEHOLIC / MOSAiC / 近松 / Flowers Loft / ReG / ROCKAHOLIC  @下北沢6会場サーキット
- 01月19日 - FOUR SHOTS@新宿MARZ
- 01月21日 - MUSASABEAST 7@BUZZ Live 渋谷
- 01月25日 - BIT FES 2025@渋谷club asia
- 01月25日 - SHIBUYAネクストカルチャーズ@SHIBUYA DESEO
- 02月04日 - YOUR ADVISORY BOARD定期公演 “Advisory Board Meeting Vol.4” 〜 七篠ふゆむ 生誕祭 〜@下北沢Flower loft
- 02月09日 - ファミメ！pre.『Operation iD』 -FOWS Opening Edition-@渋谷FOWS
- 02月09日 - アイクルシャングリラ2025@下北沢シャングリラ
- 02月15日 - GK NITE@神田CLUB F#
- 02月17日 - MUSASABEAST 8@BUZZ Live 渋谷
- 02月20日 - コドモメンタルINC. × ANTIKNOCK pre.【NO DOUBT!! vol.17】@新宿ANTIKNOCK
- 02月24日 - MIC RAW RUGA定期公演 HIGH-HO vol.114@下北沢ERA
- 02月27日 - Celestial Jam@SHIBUYA DESEO
- 03月02日 - MIC RAW RUGA定期公演 HIGH-HO vol.115 MIC RAW RUGA FES@下北沢SHELTER
- 03月08日 - 『CHOTTO FES』@新宿ReNY
- 03月12日 - 『FOUR SHOTS』@新宿MARZ
- 03月19日 - YOUR ADVISORY BOARD定期公演 “Advisory Board Meeting Vol.5” 〜 音喜多うた 生誕祭 〜@下北沢ERA
- 03月20日 - MUSASABEAST 9@BUZZ Live渋谷
- 03月23日 - MIC RAW RUGA定期講演 「HIGH-HO vol.117」@下北沢ERA
- 03月26日 - 「Great Hunting Night　VOL.99」@原宿RUIDO
- 03月28日 - Celestial Jam@ SHIBUYA DESEO
- 04月05日 - カガクハンノウvol.50@下北沢近道
- 04月08日 - 『シキサイ。』@渋谷近未来会館
- 04月12日 - エクストロメ‼︎ presents 『トロメ〜湯』 福島いわきの温泉旅館一棟借りイベント！@いわき湯本温泉 旅館こいと
- 04月14日 - 『 Beat Happening！渋谷POP PANIC！MAX！』@渋谷LUSH
- 04月15日 - 『緊急開催500 NUTS』@渋谷Milkyway
- 04月17日 - 「CELESTiAL JAM」@SHIBUYA DESEO
- 04月20日 - MIC RAW RUGA定期公演「HIGH-HO vol.119」@下北沢ERA
- 04月22日 - 『シキサイ。』@渋谷GARRET
- 04月26日 - こぐまカリーPresents「Spice it Up」@Maison de Queen
- 04月26日/27日 - こぐまカリーPresents 「Spice it Up」@梅田BANGBOO(大阪)
- 04月27日 - 「DO!GAZER!!KYOTO!vol.2」@京都ROKA
- 04月29日 - 「Kawaiiiiii Extreame TOKYO 」@下北沢SHELTER
- 05月07日 - 『Celestial Jam』@SHIBUYA DESEO
- 05月09日 - 「アイドルスーパーカー」@下北沢CLUB251
- 05月11日 - OFFICE BIT presents『III』@六本木SCHOOL
- 05月13日 - 『Beat Happening！高円寺。5月の風PANIC！』@高円寺HIGH
- 05月15日 - 『シキサイ。』@渋谷THE GAME
- 05月16日 - FUKUIN -福音-@横浜1000CLUB
- 05月18日 - 『リーディング エクストロメ‼︎』@三崎公園野外音楽堂（福島県いわき市）
- 05月20日 - 『FOUR SHOTS+』@新宿MARZ
- 05月24日 - ao studio pre.TONE POEM@青山月見ル君想フ
- 05月24日 - 『Ⅱ』@六本木SCHOOL
- 05月25日 - 新宿MARZ Pre. UNIVERSE『真昼のDANCE』@新宿MARZ
- 05月26日 - 『Beat Happening！高円寺最高POP PANIC！』@高円寺HIGH
- 05月29日 - YOUR ADVISORY BOARD定期公演“Advisory Board Meeting Vol.7”@下北沢ERA
- 05月31日 - 『mistFES2025』@Party'z
- 06月01日 - 『mistFES2025』@シアターZONE
- 06月02日 - 『シキサイ。』@渋谷近未来会館
- 06月07日 - 新宿往来イベント脱却×FOUR SHOTS『REUNIION』@新宿MARZ / 東京PingPong
- 06月07日 - 『IDOLEAD』@duo MUSIC EXCHANGE
- 06月08日 - YOUR ADVISORY BOARD pre.「WHO'S CURIOUS? Vol.1 」@渋谷Club Malcolm
- 06月14日 - INFINITY LIVE presents 『WHITEDAYS』@下北沢MOSAiC
- 06月14日 - ビアガーデンマイアミ大宮@ビアガーデンマイアミ大宮
- 06月15日 - 「MIC RAW RUGA FES 2」@下北沢ERA
- 06月15日 - 「EMOTIONAL INFINITY」@下北沢Flowers Loft
- 06月16日 - 「"hyperproof" vol.17」@新代田FEVER
- 06月19日 - 『Tribu presents Deep Thursday 3』@大塚Hearts+
- 06月22日 - 『Tribu presents DAY』@大塚Hearts Next
- 06月22日 - INFINITY LIVE presents『ANARCHY AKIBA』@TwinBox AKIHABARA
- 06月25日 - Buddha TOKYO定期公演”NAM”@渋谷近未来会館
- 06月26日 - YOUR ADVISORY BOARD定期公演“Advisory Board Meeting Vol.8” - 椎夢かぢ生誕祭 -@下北沢ERA
- 07月04日 - Anime Messe Bebelsberg2025@ドイツ
- 07月05日 - Anime Messe Bebelsberg2025@ドイツ
- 07月06日 - Anime Messe Bebelsberg2025@ドイツ
- 07月12日 - エクストロメ静岡@LIVE ROXY SHIZUOKA (静岡県)
- 07月12日 - miniちかっぱ祭ver.22.0inNAGOYA!!@Zephyr_Hall
- 07月13日 - miniちかっぱ祭ver.22.0inNAGOYA!!@Zephyr_Hall
- 07月15日 - 『Tribu presents MORE』@大塚Hearts+
- 07月20日 - CHOTTO FES×IDOL REINE@club asia
- 07月22日 - 日ノ目企画presents"TUESDAYFLIGHT"大塚Hearts+
- 07月24日 - YOUR ADVISORY BOARD定期公演“Advisory Board Meeting Vol.9”〜 藍沢ふうか 生誕祭 〜＠Shimokitazawa ERA
- 07月27日 - UNIVERSE × 脱却 presents「Sudden Holiday」@大塚Hearts+
- 07月29日 - 最南端トラックスpre.-ROMANTIC LOOPS-@下北沢CLUB251
- 07月31日 - 『Celestial Jam』@白金高輪SELENE b2
- 08月02日 - 日ノ目企画presents"SATURDAYRIGHT"@京都ROKA
- 08月02日 - こぐまカリーPresents「Spice it Up」@心斎橋VARON(大阪)
- 08月03日 - こぐまカリーPresents“Spice it Up”@心斎橋VARON
- 08月12日 - 『個性的だけじゃだめですか？』@渋谷ＷＷＷ
- 08月14日 - 超夏(CHO NUTS) PARTY!!@Shibuya Milky Way
- 08月16日 - "IDOORLOVES"@大阪 心斎橋SUNHALL
- 08月16日『miniちかっぱ祭ver.23.0inOSAKA』@クリエイティブセンター大阪（CCO)
- 08月17日『miniちかっぱ祭ver.23.0inOSAKA』@クリエイティブセンター大阪（CCO)
- 08月18日 - YOUR ADVISORY BOARD Year One: The Anniversary Tour 2025 - Final - 1st Oneman Live@新代田FEVER
- 08月20日 - #ﾆｷﾌﾟﾚ 『シキサイ。』@SHIBUYA THE GAME
- 08月29日 - I RASHIKU REVOLUTION@Flowers Loft@新代田FEVER
- 08月30日 - INFINITY LIVE presents『WHITEDAYS Night』@下北沢MOSAiC

## ラジオ
2025年
- 2月3日・11日 - FMたちかわ アイドル第四会議室 (藍沢ふうか、小毬あのん)

- 3月14日 - TokyoFM RADIO DRAGON-NEXT-(小毬あのん、七篠ふゆむ)
- 新・流行音楽堂(小毬あのん、七篠ふゆむ)
  - 福井放送 4/1（火）17：45～18：45
  - 熊本放送 4/2（水）18：20～18：30
  - 高知放送 4/4（金）18：00～18：20
  - 長崎放送 4/1(火)・4/2(水) 7：35～ 7：50
  - ラジオ福島 4/1(火)・4/2(水) 10：25～10：50
  - 秋田放送 4/1(火)・4/2(水) 12：10～12：19

## テレビ
2025年
- 3月27日　TVK　関内デビル(小毬あのん、七篠ふゆむ・椎夢かぢ・amiちゃん)